# Asset flip
Asset Flip é um termo de cunho pejorativo utilizado no ramo de criação de jogos eletrônicos, cujo desenvolvedor ou a produtora, a partir de modelos, sons, mecânicas e funções que já foram produzidas por terceiros, lançam um jogo normalmente de péssima qualidade por preços baixos. Em alguns casos, a produtora lança um jogo inteiro criado a partir de demonstrações gratuitas ou pagas, sem nenhuma modificação em seu código ou estrutura, havendo casos de nem ao menos o nome do produto final é alterado.
Certas plataformas possuem mais títulos Asset Flip que outros, os celulares e os computadores são as plataformas com maior quantidades, fontes de distribuição de conteúdo como a Steam removendo muito desses jogos com frequência e plataformas como Google Play e App Store tendo muitos desses jogos em suas plataformas
O criador desse termo teria sido o jornalista James Stephanie Sterling em 2015, onde o mesmo foi processado por uma empresa que produzia esses jogos (Digital Homicide) em mais de 10 milhões de dólares
Alguns títulos famosos como PUBG, The Day Before e Getting Over It já foram acusados de utilizarem recursos já prontos para serem feitos.